# All Over You Too
All Over You Too  is het vierendertigste album van de Britse progressieve rockband Caravan. Het is gemaakt in 1999 als vervolg op All Over You uit 1996. Het album bevat wederom nieuwe opnames van ouder werk, nu uit de periode 1973 - 1977. Drie nummers zijn afkomstig van Blind Dog at St. Dunstans, eveneens drie van For Girls Who Grow Plump In The Night, eentje van Cunning Stunts en eveneens een van Better by Far. Opvallend is de nieuwe versie van Ride, een nummer van het debuutalbum uit 1968.

## Tracklist
1. Hoedown - 4:08 (Pye Hastings)
2. Very Smelly Grubby Little Oik - 3:28 (Pye Hastings)
3. Bobbing Wide - 3:01 (Pye Hastings)
4. The Dog, The Dog, He's At It Again - 6:01 (Pye Hastings)
5. Stuck In A Hole - 3:57 (Pye Hastings)
6. Ride - 7:27 (Pye Hastings)
7. Nightmare - 7:00 (Pye Hastings)
8. Cthlu Thlu - 7:03 (Pye Hastings)
9. Bobbing Wide - Pye Hastings (Reprise)

## Bezetting
- Pye Hastings, zang, gitaar
- Geoff Richardson altviool, viool
- David Sinclair orgel
- Doug Boyle, gitaar
- Jim Leverton, basgitaar, zang
- Hugh Hopper, basgitaar, zang
- Richard Coughlan, drums
- Julian Hastings, drums